# Josef August Stark
Pour les articles homonymes, voir Stark.

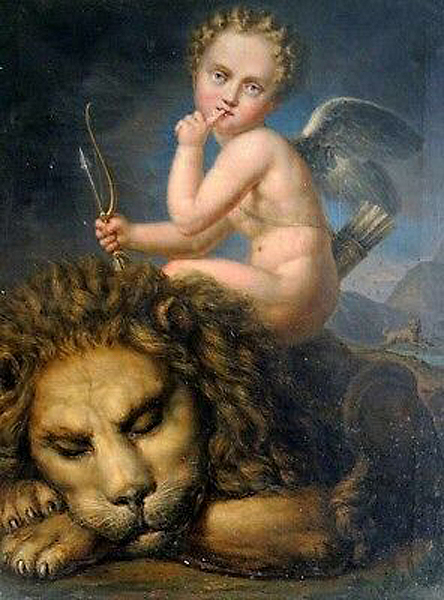
Le Lion endormi (1834)

Josef August Stark, né le 6 mars 1782 à Graz et mort le 23 juin 1838 dans la même ville, est un peintre, graphiste et professeur d'art autrichien.

## Biographie
Josef August Stark naît le 6 mars 1782 à Graz, d'un père cocher.
Il étudie d'abord  le droit. Il fréquente ensuite l'Académie de dessin des états de Graz (Landeskunstschule). De 1806 à 1815, il étudie à l'Académie des Beaux-Arts de Vienne notamment auprès de Hubert Maurer, Franz Caucig et de Johann Baptist Lampi l'Ancien. Pendant ses études, il travaille déjà comme portraitiste.
En 1817 et 1826, il entreprend des voyages d'études en Italie. Succédant à Andreas Hardter, Josef August Stark est nommé professeur et directeur de la Ständische Zeichnungsakademie de Graz en 1817. En 1818, il prend également la direction de la galerie. Il est considéré comme le principal représentant du classicisme en Styrie. Dans l'enseignement, il privilégie la copie de modèles. La peinture de paysage est négligée. Il est encouragé par le comte Ignaz Maria von Attems-Heiligenkreuz.
Josef August Stark est un collectionneur d'art passionné qui lègue environ deux cents tableaux de maîtres anciens italiens, néerlandais et allemands à la galerie de tableaux dans son testament. Ces tableaux se trouvent aujourd'hui dans la collection d'art du musée universel de Joanneum. Il  fonde un prix artistique pour les étudiants de l'Académie de dessin. Il est nommé membre d'honneur de l'Académie des beaux-arts de Venise.